# Tříkroužkový systém

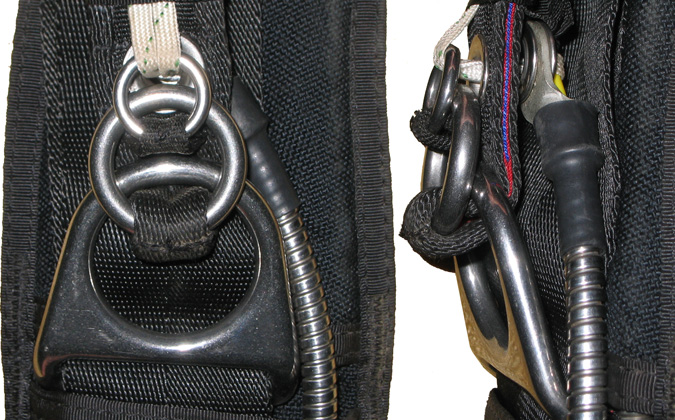
Náhled na tříkroužkový systém

Animace uvolnění

Tříkroužkový systém je jeden ze systémů, kterým bývá zejména ve sportovním parašutismu uchycen na dvou místech hlavní padák. Hlavní padák musí být v případě problémů odstraněn, aby mohl být použit rezervní padák bez rizika, že se do sebe padáky zamotají. Protože je při pádu kritické, aby k „odříznutí“ hlavního padáku došlo rychle, vymyslel v sedmdesátých letech dvacátého století Bill Booth tříkroužkový systém, který má dostatečnou nosnost a přitom je možné ho velmi rychle uvolnit zatáhnutím za pojistku ve formě drátu (obvykle ocel obalená polytetrafluorethylenem).
Velikost kroužků není přesně dána, dokonce se vyskytují padáky pro tandemový seskok, které mají ještě jeden kroužek a jsou tedy vlastně čtyřkroužkové.